# Stephen Lunsford
Stephen Lunsford (Sacramento, California, 25 de noviembre de 1989) es un actor estadounidense. Es conocido por interpretar a Matt Daehler en la serie de MTV Teen Wolf y a Cameron en Bratz.

## Filmografía
| Año       | Título                        | Rol                                                             | Notas                                                                      |
| --------- | ----------------------------- | --------------------------------------------------------------- | -------------------------------------------------------------------------- |
| 2012      | Teen Wolf                     | Matt                                                            |                                                                            |
| 2012-2013 | Summer Camp                   | Eddie                                                           | 9 episodios                                                                |
| 2011      | The List                      | Cotty                                                           |                                                                            |
| 2011      | Beneath the Darkness          | Brian                                                           |                                                                            |
| 2011      | Victorious                    | Dale Squires                                                    | Episodio: "A Film by Dale Squires"                                         |
| 2009-2010 | Private Practice              | Dink                                                            |                                                                            |
| 2009      | Kamen Rider Dragon Knight     | Kit taylor y Adam/ Kamen Rider Dragon Knight y Kamen Rider Onyx | Episodio: "1. El Caballero Dragón 40. Historia de un dragón"               |
| 2009      | Maneater                      | Todd                                                            | Película                                                                   |
| 2009      | Desperate Housewives          | Travers McLain                                                  |                                                                            |
| 2007      | Cory in the House             | Schulman                                                        | Episodio: "Kung Fu Katz Kid"                                               |
| 2007      | Bratz: La Película            | Cameron                                                         |                                                                            |
| 2007      | Zoey 101                      | Greg                                                            |                                                                            |
| 2007      | The Suite Life of Zack & Cody |                                                                 | Cameo                                                                      |
| 2006      | The Problem with Percival     | Kyle Strum                                                      |                                                                            |
| 2005      | The Young and The Restless    | Steven                                                          |                                                                            |
| 2005      | Blood Deep                    | Young Will                                                      |                                                                            |
| 2004      | Unfabulous                    | Chad Finnegan                                                   | Episodio: "Book Club" Episodio: "The 'B' Word" Episodio: "The Bar Mitzvah" |
| 2003      | Malcolm in the Middle         | Neighborhood Kid                                                | Episodio: "Kicked Out"                                                     |